# Virgil Tibbs
Virgil Tibbs is een fictieve rechercheur bedacht door de Amerikaanse auteur John Ball. Hij maakte zijn debuut met het boek In the Heat of the Night uit 1965. Daarin wordt Tibbs neergezet als een kalme Afro-Amerikaanse detective uit Philadelphia die met tegenzin een moordzaak moet oplossen in het fictieve racistische stadje Sparta in Mississippi.
Het boek werd goed verkocht en kreeg verschillende vervolgen en een verfilming met dezelfde naam in 1967. Deze verfilming kreeg een Oscar voor beste film en gaf vertolker Sidney Poitier een plaatsje in de filmgeschiedenis. Virgils quote in de film They call me Mr. Tibbs wordt gezien als een van de meest invloedrijke filmcitaten aller tijden en was de naam van de vervolgfilm uit 1970. In de eveneens In the Heat of the Night genaamde televisieserie werd Tibbs gespeeld door Howard Rollins.

## Boeken
- In The Heat of the Night (1965)
- Cool Cottontail (1966)
- Johnny Get Your Gun (1969)
- Death Of A Playmate (1972) (heruitgave van Johnny Get Your Gun)
- Eyes Of The Buddha (1976)
- Then Came Violence (1980)
- Singapore (1986)
- Virgil Tibbs and the Cocktail Napkin (1997) (kort verhaal)

## Films
- In the Heat of the Night (1967)
- They Call Me MISTER Tibbs! (1970)
- The Organization (1971)

## Televisieserie
- In The Heat of the Night (1988-1995)